# Toivola (Míchigan)
Toivola es un área no incorporada en el Condado de Houghton, Míchigan, Estados Unidos. Toivola se encuentra en Adams Township en M-26, a 8 millas (13 kilómetros) al suroeste de South Range. Toivola tiene una oficina de correos con un código ZIP 49965.

## Historia
Toivola fue fundada por inmigrantes fineses en 1894. La comunidad fue anteriormente un campamento maderero. Toivola una vez tuvo una estación en Copper Range Railroad.
La oficina de correos de Toivola abrió el 19 de enero de 1905.